# سلوفنيسكه كونجيتسه
سلوفنيسكه كونجيتسه (بالإنجليزية: Slovenske Konjice)‏ هي مستوطنة تقع في سلوفينيا في . يقدر عدد سكانها بـ 13,612 نسمة ومساحتها 97.8 كم2 وترتفع عن سطح البحر 322 متر.

## توأمة
لسلوفنيسكه كونجيتسه اتفاقيات توأمة مع:
- هلوهوفيتس